# Mark Messier
Mark John Douglas Messier (Kanada, Alberta, Edmonton, 1961. január 19. –) egykori jégkorongozó. Negyedszázadot játszott az NHL-ben (1979–2004) az Edmonton Oilersszel, a New York Rangersszel és Vancouver Canucksszal. Játszott még a World Hockey Associationben az Indianapolis Racers és a Cincinnati Stingers csapataiban. Visszavonulásakor ő volt az utolsó egykori WHA játékos, aki még profi bajnokságban szerepelt és az utolsó olyan játékos az NHL-ben, aki már a hetvenes években is szerepelt.
Messier minden idők legjobb NHL játékosai közé tartozik és a sportág történetének egyik legnagyobb vezéregyénisége volt. Az NHL örökranglistáin második az alapszakaszban szerzett pontok, a rájátszásban elért pontok és az alapszakaszban lejátszott mérkőzések tekintetében. Öt Stanley-kupát nyert az Edmonton Oilersszel és egyet a New York Rangers csapatával és ő az egyetlen profi sportoló, aki csapatkapitányként két különböző csapattal is bajnokságot nyert.

## Játékos pályafutás

### Indianapolis Racers (1978)
1977-78-ban Mark Messier az Alberta Junior Hockey Liga egyik csapatában a  St. Albert Saintsben játszott. Az 54 mérkőzésen 74 pontot és 194 büntető percet szerzett, majd néhány mérkőzésre a Portland Winter Hawkshoz került. Messier apja junior játékosként együtt játszott Pat Stapletonnal az Indianapolis Racers edzőjével, akit felhívott és így egy 10 mérkőzésre szóló próbaszerződést kötöttek Messiervel.

### Cincinnati Stingers (1978–1979)
Nem sokkal az indianapolisi szereplés után Messier szabadügynökként Cincinnati Stingershez került, ahol egy sorba került a WHA egyik legjobb gólszerzőjével, Robbie Ftorekkel, de Messier csak egy gólt szerzett a szezonban. A Cincinnatiban Messier együtt szerepelt a későbbi Hall of Fame tag Louis Baydalával, az NHL edzővel Barry Melrose-zal és az NHL játékvezetővel  Paul Stewarttal.

### Edmonton Oilers (1979–1991)
Messiert a harmadik kör, 48. helyén draftolta az Edmonton Oilers az 1979-es NHL-drafton. Messier ismert volt, mint heves, szívós versenyző, akinek vezetőképessége fontos volt az öltözőben és a pályán egyaránt. Statisztikai adatai egyenletesen nőttek az első néhány olajos évében. 1981–1982-ben egyetlen 50 gólos szezonját jegyezte. Ekkor Glenn Andersonnal szerepelt egy sorban.
A kezdetben balszélső volt (1982–1983-ban, mikor első alkalommal nevezték az év csapatába még balszélső volt). Centerként szerepelt az 1984-es playoffban és az eredmények látványosak lettek. Habár Messier 1887 ponttal a második legeredményesebb játékos az NHL történetében az alapszakaszban de a nagysága mindig a playoff alatti teljesítményével mérhető. Az 1984-es döntő harmadik mérkőzésén Messier gólja jelentette a szikrát, ami visszahozta az Oilerst. A döntő után elnyerte a Conn Smythe-trófeát, mint a playoff legértékesebb játékosa.
Ő további négy Stanley kupát nyert az Oilersszel, 1985-ben, 1987-ben, 1988-ban, és 1990-ben, amikor kapitányként segítette az Edmontont a Boston elleni ötmeccses győzelemhez. Bár az Oilers a 80-as évek nagy csapata volt az 1990-es győzelem, amely két évvel Gretzky távozása után történt nagy meglepetésnek számított. Messier elnyerte a Hart-emlékkupát, mint az alapszakasz legjobb játékosa.
Egy évvel később az Edmonton elcserélte a New York Rangersszel

### New York Rangers (1991–1997)
Első évében a Rangersben ismét elnyerte a Hart-emlékkupát. Csapata pedig a legjobb lett az alapszakaszban. De a playoff második körében kiestek hat meccsen a Pittsburgh Penguins ellenében. Egy évvel később nem jutottak be a Stanley-kupa küzdelmeibe.
Az 1993–1994-es szezonban a Rangers ismét a legjobb csapat lett az alapszakaszban és reménykedtek a kupagyőzelemben. Messier ekkor már jégkorong szupersztár volt, de a legenda a New York játékosaként született meg 1994-ben a keleti főcsoport döntőjében a rivális New Jersey Devils ellen. A Jersey 3-2-re vezetett a szériában. Messier szembekerült a sajtóval és nyilvánosan garantálta a győzelmet („We know we are going to win Game Six and bring it back to the Garden”) a hatodik mérkőzésen. Messier betartotta az ígéretét. A Rangers – melyet már temettek a szurkolói – ugyan vesztésre állt a meccsen, de a kapitány „We will win tonight” kiáltással adta a közönség tudtára, hogy nem adja fel és három utolsó harmadban szerzett góljával győzelemre és a döntőbe vezette a Rangerst. A New York a döntőben a Vancouver Canucks elleni hetedik meccsen Messier Stanley-kupát jelentő góljával lett bajnok és 54 év után újra az áhított serleghez jutott.
1995–1996-ban Messier 35 évesen 99 pontos szezont produkált, pályafutása során ekkor járt utoljára a 100 pont közelében. Az 1996–1997-ben a Rangershez csatlakozott Wayne Gretzkyvel a csapat a Keleti Főcsoport döntőjébe jutott, melyet a Philadelphia Flyers nyert meg. A bajnokság után szabadügynökként a Vancouver Canucks csapatához távozott.

### Vancouver Canucks (1997–2000)
Messier hat New York-i év után tért vissza Kanadába. De a mézeshetek nem tartottak sokáig. A bajnoki szezon előtt Messier lett a kapitány, melyet Trevor Lindentől vett át, akit nem sokkal Messier érkezése után Mike Keenan edző elcserélt a New York Islandersszel, mivel nem volt szüksége két vezéregyéniségre a csapatban.  Az elkeseredett szurkolók nem értettek egyet a döntéssel és ennek hangot is adtak a Canucks haza meccsein. Messier kérése az volt, hogy kapja meg Wayne Maki nem hivatalosan visszavonultatott 11-es mezét, ezzel sem növelte népszerűségét. Az 1997–1998-as 60 pontos éve a legrosszabb teljes szezonja volt az újonc éve óta. A következő két bajnoki évben sérülések miatt már nem tudott mindig a Canucks rendelkezésére állni. 162 ponttal fejezte be 3 vancouveri évét, mely alatt nem vált népszerűvé csapata szurkolói körében. Az 1999–2000-es szezon után eligazolt.

### Vissza a Rangersbe (2000–2004)
A Vancouverből visszatért New Yorkba, hogy visszaadja a Rangersnek a régi fényét.  A csapat egyik sajtótájékoztatóján ezúttal playoff szereplést garantált, amit nem sikerült betartani. Messier visszakapta csapatkapitányi posztját is, melyet elődje Brian Leetch személyesen ruházott át rá. Messier 67 pontos szezonja 40 évesen jobb volt mint bármelyik vancouveri éve, de a Rangers kimaradt a playoffból négy év után. Miután a fél 2001–2002-es szezont kihagyta karsérülés miatt, Messier 23 pontot szerzett, majd ezt követte egy 40 pontos bajnokság.
A 2003–2004-es szezonban sokan úgy gondolták ez lesz Messier utolsó éve a jégen. 2003. november 4-én a Dallas Stars elleni két góljával megelőzte Gordie Howe-t a pályafutása során szerzett pontok tekintetében és Gretzky mögé a második helyre lépett. Utolsó Madison Square Gardenben játszott mérkőzésén tapsvihart kapott minden korongba érésénél és állva ünnepelte a közönség mikor a mérkőzés végén körbe korcsolyázott és meghajlással köszönte meg minden szektornak az ünneplést. Az NHL lockout miatt a következő bajnoki év elmaradt és 2005. szeptember 12-én az ESPN rádióadásában bejelentette visszavonulását.

### A visszavonulás után (2005-től)
Messier tizenegy mérkőzéssel azelőtt vonult vissza, hogy beérhette volna Gordie Howe-t, aki az alapszakaszban játszott mérkőzések listáját 1767 jégrelépéssel vezeti. Messier tartja 1992 mérkőzéssel az alapszakasz és playoff mérkőzések összesített rekordját.
2006. január 12-én az 1994-es Stanley kupa győztes Rangers játékosok jelenlétében a New York Rangers visszavonultatta a 11-es mezszámot az Edmonton elleni mérkőzésen. Később, 2007. február 27-én az Edmonton is visszavonultatta Messier mezszámát a Phoenix Coyotes elleni összecsapáson, melynek edzője az egykori csapattárs Wayne Gretzky volt.
2007 februárjában Mesier érdeklődött a visszatérésről az NHL-be, a Rangers general menedzsereként. Glenn Sather general menedzser válaszában elmondta, nem tervezi távozását a pozíciójából. Sather segédjének, Don Maloney távozásakor, felmerült Messier neve is a pótlására, de végül más kapta meg a lehetőséget.

## A jégen kívül
Messier középiskolai tanulmányait Edmontonban végezte, ahol a Spruce Grove Mets csapatában szerepelt melynek edzője apja, Doug Messier volt. Messier testvérét, Pault a Colorado Rockies 41-ként draftolta 1978-ban, de csak kilenc mérkőzésen szerepelt az NHL-ben. Messier unokatestvérei Mitch és Joby szintén szerepeltek az NHL-ben. Joby néhány mérkőzésen Mark csapattársa is volt a Rangersben.
Messier első fia, Lyon szintén jégkorongozó lett. Lyon anyja az egykori modell Lesley Young. Messiernek jelenlegi barátnőjétől két gyermeke született. 2003-ban Paul és 2005-ben Jacqueline Jean.
2007. november 12-én beiktatták az NHL Hírességek Csarnokába Ron Francisszel, Scott Stevensszel és Jim Gregoryval.
Messier alkalmanként elemzőként, szakkommentátorként működik közre az NBC jégkorong-közvetítéseiben. Tulajdonosa egy szállodának a Bahama-szigeteken.

## Díjak és eredmények
- 1983–1984 - Stanley-kupa győztes
- 1984–1985 - Stanley-kupa győztes
- 1986–1987 - Stanley-kupa győztes
- 1987–1988 - Stanley-kupa győztes
- 1989–1990 - Stanley-kupa győztes
- 1993–1994 - Stanley-kupa győztes
- 1989–1990 - Hart-emlékkupa
- 1991–1992 - Hart-emlékkupa
- 1983–1984 - Conn Smythe-trófea
- 1989–1990 - Lester B. Pearson-díj
- 1991–1992 - Lester B. Pearson-díj
- 1981–1982 - Az NHL első All-Star csapatában, balszélső
- 1982–1983 - Az NHL első All-Star csapatában, balszélső
- 1989–1990 - Az NHL első All-Star csapatában, center
- 1991–1992 - Az NHL első All-Star csapatában, center
- 1983–1984 - Az NHL második All-Star csapatában, balszélső
- 15 NHL All-Star mérkőzésen szerepelt 1982, 1983, 1984, 1986, 1988, 1989, 1990, 1991, 1992, 1994, 1996, 1997, 1998, 2000, 2004
- 1998-ban a Hockey News a 100 legnagyobb jégkorongozó között a 12. helyre rangsorolta.
- 1887 alapszakaszban szerzett pontjával a legtöbb azok között a játékosok között, akik sosem nyerték el a szezon legeredményesebb játékosának járó Art Ross-trófeát.
- Az utolsó aktív játékos volt az NHL-ben, aki már a 70-es években is szerepelt.

## Átigazolások
- 1978. november 5. Szabadügynökként az Indianapolis Racersbe igazolt
- 1978. december Szabadügynökként a Cincinnati Stingersbe igazolt
- 1979. augusztus 7. – Az Edmonton Oilers harmadik körös választottja az 1979-es drafton
- 1991. október 4. – Az Edmonton Oilers elcserélte a New York Rangersszel Bernie Nichollsért, Steven Rice-ért és Louie DeBruskért valamint egy később meghatározott ellenszolgáltatásért (David Shaw Jeff Buekeboomért) cserében.
- 1997. július 28. – Szabadügynökként a Vancouver Canucksba igazolt.
- 2000. július 13. – Szabadügynökként a New York Rangersbe igazolt.
- 2003. június 20. – Elcserélte a New York Rangers a San Jose Sharksszal egy 2004-es 4. körös draftjogért.
- 2003. szeptember 5. – Szabadügynökként a New York Rangersbe igazolt.
- 2007. november 12. – Hivatalosan beiktatják az NHL Hall of Famejébe

## Játékospályafutása számokban

### Klubcsapatokban
| 1976–1977            | Spruce Grove Mets     | AJHL                 | 57   | 27  | 39   | 66   | 91   | --  | --  | --  | --  | --  |
| 1977–1978            | St. Albert Saints     | AJHL                 | 54   | 25  | 49   | 74   | 194  | --  | --  | --  | --  | --  |
| 1977–1978            | Portland Winter Hawks | --                   | --   | --  | --   | --   | 7    | 4   | 1   | 5   | 2   |     |
| 1978–1979            | St. Albert Saints     | AJHL                 | 17   | 15  | 18   | 33   | 64   | --  | --  | --  | --  | --  |
| 1978–1979            | Indianapolis Racers   | WHA                  | 5    | 0   | 0    | 0    | 0    | --  | --  | --  | --  | --  |
| 1978–1979            | Cincinnati Stingers   | WHA                  | 47   | 1   | 10   | 11   | 58   | --  | --  | --  | --  | --  |
| 1979–1980            | Houston Apollos       | CHL                  | 4    | 0   | 3    | 3    | 4    | --  | --  | --  | --  | --  |
| 1979–1980            | Edmonton Oilers       | NHL                  | 75   | 12  | 21   | 33   | 120  | 3   | 1   | 2   | 3   | 2   |
| 1980–1981            | Edmonton Oilers       | NHL                  | 72   | 23  | 40   | 63   | 102  | 9   | 2   | 5   | 7   | 13  |
| 1981–1982            | Edmonton Oilers       | NHL                  | 78   | 50  | 38   | 88   | 119  | 5   | 1   | 2   | 3   | 8   |
| 1982–1983            | Edmonton Oilers       | NHL                  | 77   | 48  | 58   | 106  | 72   | 15  | 15  | 6   | 21  | 14  |
| 1983–1984            | Edmonton Oilers       | NHL                  | 73   | 37  | 64   | 101  | 165  | 19  | 8   | 18  | 26  | 19  |
| 1984–1985            | Edmonton Oilers       | NHL                  | 55   | 23  | 31   | 54   | 57   | 18  | 12  | 13  | 25  | 12  |
| 1985–1986            | Edmonton Oilers       | NHL                  | 63   | 35  | 49   | 84   | 68   | 10  | 4   | 6   | 10  | 18  |
| 1986–1987            | Edmonton Oilers       | NHL                  | 77   | 37  | 70   | 107  | 73   | 21  | 12  | 16  | 28  | 16  |
| 1987–1988            | Edmonton Oilers       | NHL                  | 77   | 37  | 74   | 111  | 103  | 19  | 11  | 23  | 34  | 29  |
| 1988–1989            | Edmonton Oilers       | NHL                  | 72   | 33  | 61   | 94   | 130  | 7   | 1   | 11  | 12  | 8   |
| 1989–1990            | Edmonton Oilers       | NHL                  | 79   | 45  | 84   | 129  | 79   | 22  | 9   | 22  | 31  | 20  |
| 1990–1991            | Edmonton Oilers       | NHL                  | 53   | 12  | 52   | 64   | 34   | 18  | 4   | 11  | 15  | 16  |
| 1991–1992            | New York Rangers      | NHL                  | 79   | 35  | 72   | 107  | 76   | 11  | 7   | 7   | 14  | 6   |
| 1992–1993            | New York Rangers      | NHL                  | 75   | 25  | 66   | 91   | 72   | --  | --  | --  | --  | --  |
| 1993–1994            | New York Rangers      | NHL                  | 76   | 26  | 58   | 84   | 76   | 23  | 12  | 18  | 30  | 33  |
| 1994–1995            | New York Rangers      | NHL                  | 46   | 14  | 39   | 53   | 40   | 10  | 3   | 10  | 13  | 8   |
| 1995–1996            | New York Rangers      | NHL                  | 74   | 47  | 52   | 99   | 122  | 11  | 4   | 7   | 11  | 16  |
| 1996–1997            | New York Rangers      | NHL                  | 71   | 36  | 48   | 84   | 88   | 15  | 3   | 9   | 12  | 6   |
| 1997–1998            | Vancouver Canucks     | NHL                  | 82   | 22  | 38   | 60   | 58   | --  | --  | --  | --  | --  |
| 1998–1999            | Vancouver Canucks     | NHL                  | 59   | 13  | 35   | 48   | 33   | --  | --  | --  | --  | --  |
| 1999–2000            | Vancouver Canucks     | NHL                  | 66   | 17  | 37   | 54   | 30   | --  | --  | --  | --  | --  |
| 2000–2001            | New York Rangers      | NHL                  | 82   | 24  | 43   | 67   | 89   | --  | --  | --  | --  | --  |
| 2001–2002            | New York Rangers      | NHL                  | 41   | 7   | 16   | 23   | 32   | --  | --  | --  | --  | --  |
| 2002–2003            | New York Rangers      | NHL                  | 78   | 18  | 22   | 40   | 30   | --  | --  | --  | --  | --  |
| 2003–2004            | New York Rangers      | NHL                  | 76   | 18  | 25   | 43   | 42   | --  | --  | --  | --  | --  |
| 25 szezon az NHL-ben | 25 szezon az NHL-ben  | 25 szezon az NHL-ben | 1756 | 694 | 1193 | 1887 | 1910 | 236 | 109 | 186 | 295 | 244 |

### Válogatottban
| Év       | Esemény        | MSz | G | A  | P  | B  |
| -------- | -------------- | --- | - | -- | -- | -- |
| 1984     | Kanad-kupa     | 8   | 2 | 4  | 6  | 8  |
| 1987     | Kanada-kupa    | 9   | 1 | 6  | 7  | 6  |
| 1989     | Világbajnokság | 6   | 3 | 3  | 6  | 8  |
| 1991     | Kanada-kupa    | 8   | 2 | 6  | 8  | 10 |
| 1996     | Világkupa      | 7   | 1 | 4  | 5  | 12 |
| összesen | összesen       | 38  | 9 | 23 | 32 | 44 |

## Külső hivatkozások
- Életrajz, adatok, képek
- Statisztika